# اشلی (ویرجینیای غربی)
اشلی (به انگلیسی: Ashley) یک منطقهٔ مسکونی در ایالات متحده آمریکا است که در دادریچ کانتی واقع شده‌است. اشلی ۲۴۵٫۰۶ متر بالاتر از سطح دریا واقع شده‌است.